# Lygropia obrinusalis
Lygropia obrinusalis là một loài bướm đêm trong họ Crambidae.